# كيث هامبتون
كيث هامبتون هو عالم اجتماع كندي، ولد في 1973.